# Vītiņu pagasts
Vītiņu pagasts er en territorial enhed i Auces novads i Letland. Pagasten etableredes i 1945, havde 1.176 indbyggere i 2010 og omfatter et areal på 133,66 kvadratkilometer. Hovedbyen i pagasten er Vītiņi.